# 八代市立千丁中学校
八代市立千丁中学校（やつしろしりつ せんちょうちゅうがっこう）は、熊本県八代市にある市立中学校。

## 沿革
- 1947年（昭和22年）
  - 4月 - 昭和村立昭和中学校、千丁村立千丁中学校開校
  - 4月22日 - 開校式
- 1949年（昭和24年）
  - - 昭和中学校と千丁中学校が統合
  - 9月30日 - 千丁村外1ケ村組合立中央中学校創立
- 1974年（昭和49年）7月1日 - 千丁村立千丁中学校と改称
- 1976年（昭和51年）9月1日 - 千丁町立千丁中学校と改称
- 2005年（平成17年）8月1日 - 八代市立千丁中学校と改称

## 部活動
- 野球
- サッカー
- 女子バレー
- 女子バスケットボール
- 卓球
- 剣道
- 柔道
- 吹奏楽

## 進学前小学校
- 八代市立千丁小学校

## アクセス
- 鹿児島本線千丁駅から徒歩約20分
- 九州産交バスバス停パトリア千丁前から約徒歩5分

## 周辺地域
- い草の里公園、八代市役所千丁支所、八代市立千丁小学校、八代市千丁地域福祉保健センター(パトリア千丁)、八代市千丁幼稚園、千丁みどり保育園、特産品特売所美湯菜館、千丁郵便局、ローソン八代千丁町店、パン工房・百花、上野歯科医院、宮城循環器内科